# 聖洛倫索 (納里尼奧省)
聖洛倫索是哥倫比亞的城鎮，位於該國西南部，由納里尼奧省負責管轄，距離首府帕斯托104公里，始建於1886年1月19日，面積249平方公里，海拔高度2,150米，2005年人口18,398。
1°30′14″N 77°13′04″W / 1.50389°N 77.2178°W